# Need for Speed: ProStreet
Need for Speed: ProStreet (NFS: PS) è un videogioco di guida prodotto dalla Electronic Arts, uscito in Italia e in Europa il 23 novembre 2007. Il titolo fa parte della famosa serie Need for Speed.

## Trama
In Need for Speed: ProStreet il protagonista della trama (nonché il personaggio giocabile del gioco) è Ryan Cooper, un ragazzo proveniente dalle corse clandestine che approda alle gare su strada legali a bordo di una Nissan 240.
Ryan si iscrive a una competizione amatoriale chiamata "Battle Machine" e dimostra tutto il suo talento alla guida sbaragliando gli avversari. Terminata la competizione, al microfono di una console si sente parlare il principale avversario del gioco, Ryo Watanabe, il re dello showdown che, al posto di elogiare la guida di Cooper, lo dileggia e gli dice che la sua guida non è "degna" di questo evento.
Da qui in poi il protagonista decide di proseguire nella competizione. Terminate le Battle Machine, Ryan si iscrive agli eventi delle React Team Sessions e, dopo aver anche qui sbaragliato la concorrenza, si iscrive alle Super Promotion. Dimostrando grande bravura, Cooper è chiamato anche dai re delle quattro discipline (Ray Krieger re del grip, Aki Kimura re delle derapate, Karol Monroe regina delle gare drag ed infine Nate Denver, re della velocità) a gareggiare con loro e a contendersi il titolo di "re " nelle varie discipline.
Alla fine, il protagonista sfida Ryo Watanabe, lo sconfigge, vince la sua Mitsubishi Lancer e diventa il nuovo "Re dello showdown".

## Il gioco
Il videogioco è stato annunciato il 31 maggio 2007 dalla EA. Rispetto alle uscite precedenti sono stati apportati numerosi cambiamenti; infatti la polizia non è presente, così come le corse in città. Essendo corse autorizzate, il gioco è concentrato, più che altro, sulle prestazioni delle automobili.

### Caratteristiche principali
- Le competizioni avranno luogo su circuiti chiusi in occasione di raduni sponsorizzati ambientati negli Stati Uniti, in Europa e in Giappone.
- Un'innovazione importante in ProStreet è la possibilità di danneggiare, anche seriamente, la propria auto. I danni subiti si distinguono in tre stadi in base alla gravità ("danno lieve", "danno grave" e "distrutta"). I danni vanno riparati, altrimenti saranno ancora presenti alla gara successiva.
- Il gioco risulta più reale rispetto tutti i predecessori della serie, sia in termini di giocabilità che in veste grafica. Una giocabilità maggiormente simulatrice, dove i giocatori dovranno realmente pilotare per poter vincere.
- Ovviamente il tuning è ancora presente, e ogni minima modifica apportata influisce sulle prestazioni delle macchine.

Fattore di notevole importanza è la grande quantità di automobili disponibili: 58 nella versione per computer, delle marche Acura, Audi, BMW, Chevrolet, Cadillac, Bugatti, Nissan, Lancia, Mitsubishi, Ford, Volkswagen, Dodge, Porsche, Lexus, McLaren, Mercedes-Benz, Shelby, Pontiac e Pagani.

### Colonna sonora
1. Peaches - Boys Wanna Be Her (Tommie Sunshine's Brooklyn Fire Retouch)
2. Chromeo - Fancy Footwork (Guns ‘N Bombs Remix)
3. Yelle - A Cause Des Garcons (Riot In Belgium Remix) Pop Up
4. Junkie XL - Bezel
5. Junkie XL feat. Lauren Rocket - More (Junk O Flamenco Remix)
6. Cansei de Ser Sexy - Odio Odio Odio Sorry C
7. We Are Wolves - Fight And Kiss
8. Foreign Islands - We Know You Know It
9. Neon Plastix - On Fire
10. Junkie XL feat. Lauren Rocket - More (Junk O Punk Remix)
11. Junkie XL - Decalomania
12. The Toxic Avenger - Escape (Bloody Beetroots Remix)
13. UNKLE - Restless feat. Josh Homme
14. MSTRKRFT - Neon Knights
15. Datarock - I Used To Dance With My Daddy (Karma Harvest Remix)
16. Plan B - No Good (Chase & Status and Benni G Remix)
17. Wiley - Bow E3
18. Junkie XL - Castellated Nut
19. Dude 'N Nem - Watch My Feet
20. Plan B - More Is Enough feat. Epic Man
21. Airbourne - Blackjack
22. Avenged Sevenfold - Almost Easy
23. Clutch - Power Player
24. Year Long Disaster - Leda Atomica
25. Junkie XL feat. Lauren Rocket - More (Junk O Rock Remix)
26. Bloc Party - Prayer (Does It Offend You, Yeah? Remix)
27. Digitalism - Pogo
28. The Rapture - The Sound
29. Klaxons - Atlantis To Interzone
30. DÚNÉ - A Blast Beat
31. The Horrors - Draw Japan
32. Yeah Yeah Yeahs - Kiss Kiss
33. The Faint - Dropkick The Punks
34. TV On The Radio - Wolf Like Me
35. Smallwhitelight - Spite
36. Junkie XL - Brake Pipe and Hose

## Particolarità del gioco
- Una volta arrivati a 402 km/h, velocità massima consentita nel gioco (raggiungibile, per esempio, in una gara di accelerazione 1/2 miglio o sui rettilinei della Nevada Highway), un bug impedisce alle auto, in quel momento, di sterzare.
- Nonostante la Mitsubishi Lancer Evo X sia dotata di trazione integrale, durante la sfida di drift e impennate contro Ryo Watanabe la si può vedere prendere parte alla gara, nonostante il giocatore, al contrario, non possa mai utilizzarla per tale gara.
- Durante la scelta degli eventi di gara, in una giornata di gara in modalità carriera, si possono sentire i DJ ''J-Mac'' e ''Big J'' commentare le gare di Cooper ed elogiare altri piloti, come ad esempio i gregari di Ryo o i piloti del team Grip Runners. Sono, però, presenti alcuni errori di doppiaggio. Ad esempio, si può sentire ''Big J'' che descrive la G-Effect come ''La zona vip delle corse di velocità'', quando invece la G-Effect è il primo passo per arrivare a sfidare Ray Krieger, ovvero il ''Re dell'Aderenza''. Oppure, errore ancora più grossolano, si può sentire anche ''J-Mac'' che elogia Karol Monroe (Regina dell'Accelerazione), ma etichettandola come ''Regina delle Derapate''